# Kondrasjin & Belov Cup 2008
De Kondrasjin & Belov Cup 2008 was een basketbaltoernooi in Europa dat in Sint-Petersburg tussen 27 september 2008 en 28 september 2008 werd gehouden. Vier topteams uit Europa namen deel aan dit toernooi: Spartak Sint-Petersburg, CSKA Moskou, Chimki Oblast Moskou en Cibona Zagreb. CSKA won het goud.
|  | halve finale (27 september) | halve finale (27 september) |    |                         | finale (28 september) | finale (28 september) |
|  |                             |                             |    |                         |                       |                       |
|  |                             |                             |    |                         |                       |                       |
|  | Spartak Sint-Petersburg     | 66                          |    |                         |                       |                       |
|  | CSKA Moskou                 | 68 OT                       |    |                         |                       |                       |
|  |                             |                             |    |                         |                       |                       |
|  |                             |                             |    |                         |                       |                       |
|  |                             |                             |    |                         | CSKA Moskou           | 82                    |
|  |                             | Chimki Oblast Moskou        | 59 |                         |                       |                       |
|  |                             |                             |    |                         |                       |                       |
|  |                             |                             |    |                         | Derde plaats          |                       |
|  |                             |                             |    |                         |                       |                       |
|  | Chimki Oblast Moskou        | 76                          |    | Spartak Sint-Petersburg | 89                    |                       |
|  | Cibona Zagreb               | 60                          |    |                         | Cibona Zagreb         | 77                    |

## Eindklassering
| #      | Land                    |
| ------ | ----------------------- |
| Goud   | CSKA Moskou             |
| Zilver | Chimki Oblast Moskou    |
| Brons  | Spartak Sint-Petersburg |
| 4      | Cibona Zagreb           |